# Всемирный день философии
Всемирный день философии — в 2005 году Всемирная организация ЮНЕСКО объявила о проведении ежегодно в третий четверг ноября Дня философии. Этот день отмечают более чем в 70 странах-членах ЮНЕСКО во всем мире.
В России этот праздник отмечают с 2003 года. В этот день проводятся региональные конференции и заседания, круглые столы, конференции, философские кафе, встречи с деятелями искусства, выставки книг и т. д., касающиеся актуальной философской проблематики. В некоторых вузах проходят юмористические программы, подготовленные магистрантами их философских факультетов.

## Список праздников
| Год            | Тема | Перевод                                                                                      |
| -------------- | --- | -------------------------------------------------------------------------------------------- |
| 17 ноября 2022 | The Human of the Future                                                                                     | Человек будущего                                                                             |
| 18 ноября 2021 | Philosophy in Tanzania Today: Reaching to the Core of Political and Socio-Economic Concerns                 | Философия в Танзании сегодня: достижение сути политических и социально-экономических проблем |
| 19 ноября 2020 | The importance of philosophy in times of crisis                                                             | Важная роль философии во времена кризиса                                                     |
| 21 ноября 2019 | The 2019 edition aims to highlight the importance of philosophy in different regional contexts.             | Подчеркнуть важность философии в различных региональных контекстах.                          |
| 15 ноября 2018 | This year’s programme falls in line with the 70th anniversary for the Universal Declaration of Human Rights | Посвящена 70-й годовщине Всеобщей декларации прав человека                                   |
| 16 ноября 2017 | En busca de la sabiduría (исп.)                                                                             | В поисках мудрости                                                                           |
| 17 ноября 2016 | World Philosophy Day 2016                                                                                   | Всемирный день философии 2016                                                                |
| 19 ноября 2015 | Plurality of languages and places of philosophy                                                             | Многообразие языков и мест философии                                                         |
| 20 ноября 2014 | Social Transformations and intercultural Dialogue                                                           | Социальные преобразования и межкультурный диалог                                             |
| 21 ноября 2013 | Inclusive Societies, Sustainable Planet                                                                     | Инклюзивные общества, устойчивая планета                                                     |
| 15 ноября 2012 | Future Generations                                                                                          | Будущие поколения                                                                            |
| 17 ноября 2011 | World Philosophy Day                                                                                        | Всемирный день философии                                                                     |
| 18 ноября 2010 | Philosophy, Cultural Diversity and Rapprochement of Cultures                                                | Философия, культурное разнообразие и сближение культур                                       |
| 19 ноября 2009 | Philosophy in the Dialogue of Cultures                                                                      | Философия в диалоге культур                                                                  |
| 20 ноября 2008 | Power and Rights                                                                                            | Власть и права                                                                               |
| 15 ноября 2007 | Dialogue: between whom and on what?                                                                         | Диалог: между кем и чем?                                                                     |
| 16 ноября 2006 | Philosophy and the human condition today                                                                    | Философия и современное состояние человека                                                   |
| 17 ноября 2005 | |                                                                                              |
| 18 ноября 2004 | Philosophy Day                                                                                              | День философии                                                                               |
| 20 ноября 2003 | Philosophy Day                                                                                              | День философии                                                                               |
| 21 ноября 2002 | Philosophy Day                                                                                              | День философии                                                                               |

### Всемирный день философии 2011
- Всемирный день философии 2011, ООН